# روسينها
روسينها هي أكبر فافيلا في البرازيل تقع في ريو دي جانيرو يقدر عدد سكانها ب 100ألف نسمة.